# مسجد بی‌لر
مسجد بی‌لر (ترکی آذربایجانی: Bəylər məscidi) مسجدی واقع در ایچری‌شهر (بخش قدیمی باکو) که متعلق به قرن نوزدهم است و به‌عنوان یک اثر تاریخی و معماری با اهمیت محلی در جمهوری آذربایجان شناخته می‌شود.
این مسجد به دستور کابینه وزرای جمهوری آذربایجان در ۲ اوت ۲۰۰۱، با تصویب تصمیم شماره ۱۳۲، به فهرست آثار تاریخی و فرهنگی غیرمنقول با اهمیت محلی اضافه شده است. 
در حال حاضر، موزه امانات مقدس در این مسجد فعالیت می‌کند.

## تاریخچه

### دوران اولیه
مسجد بَیلَر در سال ۱۸۹۵ در شمال غربی ایچری‌شهر، نزدیک به دروازه مراد از مجموعه کاخ‌های شروان‌شاهان، ساخته شد. این مسجد به دلیل ساخته شدن به سفارش برخی از بیگ‌های مشهور باکو، به این نام شهرت یافت. هزینه ساخت مسجد توسط پسران محمد هاشم الباکویی، یعنی حاجی بابا و حاجی جواد، همچنین میلیونر معروف، مرتضی مختاروف تأمین شد. معمار مسجد سید حسین بود و کتیبه‌های مسجد توسط خطاطان ابراهیم شیروانی، میر علی النقی و میر تقی نگاشته شدند. این مسجد آخرین مسجدی است که در ایچری‌شهر ساخته شده است.
پس از اشغال شوروی در آذربایجان، در سال ۱۹۲۸ مبارزه با مذهب رسماً آغاز شد. در دسامبر همان سال، کمیته مرکزی حزب کمونیست آذربایجان بسیاری از مساجد، کلیساها و کنیسه‌ها را به انجمن‌های آموزشی تبدیل کرد. تعداد مساجد از ۳۰۰۰ در سال ۱۹۱۷ به ۱۷ در سال ۱۹۳۳ کاهش یافت. مسجد بَیلَر نیز در این دوره برای عبادت بسته شد و به یک سالن ورزشی تبدیل شد.

### پس از استقلال
پس از احیای استقلال آذربایجان، این مسجد طبق تصمیم شماره ۱۳۲ کابینه وزرای جمهوری آذربایجان در ۲ اوت ۲۰۰۱، به فهرست آثار تاریخی و فرهنگی با اهمیت محلی اضافه شد.
در سال‌های ۲۰۱۴ و ۲۰۱۵، به دعوت ارگان دولتی حفاظت تاریخی-معماری ایچری‌شهر، کارشناس مرمت معروف اتریشی، اریک پومر، برای بازسازی مسجد دعوت شد. در این بازسازی، مرکز هنرهای سنتی ایچری‌شهر نیز مشارکت داشت و درب‌ها و پنجره‌های مسجد با عناصر معماری تزئین شدند. پس از بازسازی، از سال ۲۰۱۶ موزه امانات مقدس در این مسجد آغاز به کار کرد. در این موزه نسخه‌های قدیمی قرآن و دیگر کتب دینی به نمایش گذاشته شده‌اند. ۷۳ نسخه قرآن، ۷ کتاب دینی و ۱۹ شیء مذهبی به‌طور کلی ۹۹ قطعه در این موزه به نمایش گذاشته شده‌اند.
صفحات کتاب‌های محافظت‌شده از آتش و قرآن مربوط به مسجد دربند که توسط آخوند روی دیوار نوشته شده و محافظت شده است، از جمله جاذبه‌های جالب توجه هستند. این امانت‌ها از کتابخانه‌ها و اموال شخصی در مناطق مختلف آذربایجان که دچار آتش‌سوزی شده‌اند، کشف و جمع‌آوری شده‌اند.

## معماری
این مسجد از نظر اندازه و ساختار با سایر بناهای مذهبی متفاوت است. در ساخت آن اصول معماری اروپایی، شرقی و محلی به کار گرفته شده است. قسمت بالای مناره با عناصر تزئینی غرب اروپا تزئین شده است. ارتفاع مناره ۲۵ متر است.  نمای کلی سالن شامل سه ناو است که به سبک کلیساها (سالی که به وسیله ستون‌ها به سه بخش تقسیم شده است) طراحی شده است. در ورودی و محراب مسجد از مصالح سنگی و نمونه‌های هنر سنگ‌تراشی هنری استفاده شده است. این بنا بر روی مکان مسجد قدیمی ساخته شده و با موفقیت به ویژگی‌های طراحی خیابان‌های منحنی شکل گنجانده شده است. مسجد بیلر که دارای یک مناره است، شامل یک ورودی و سالنی با سه فضا برای عبادت می‌باشد.

## نگارخانه

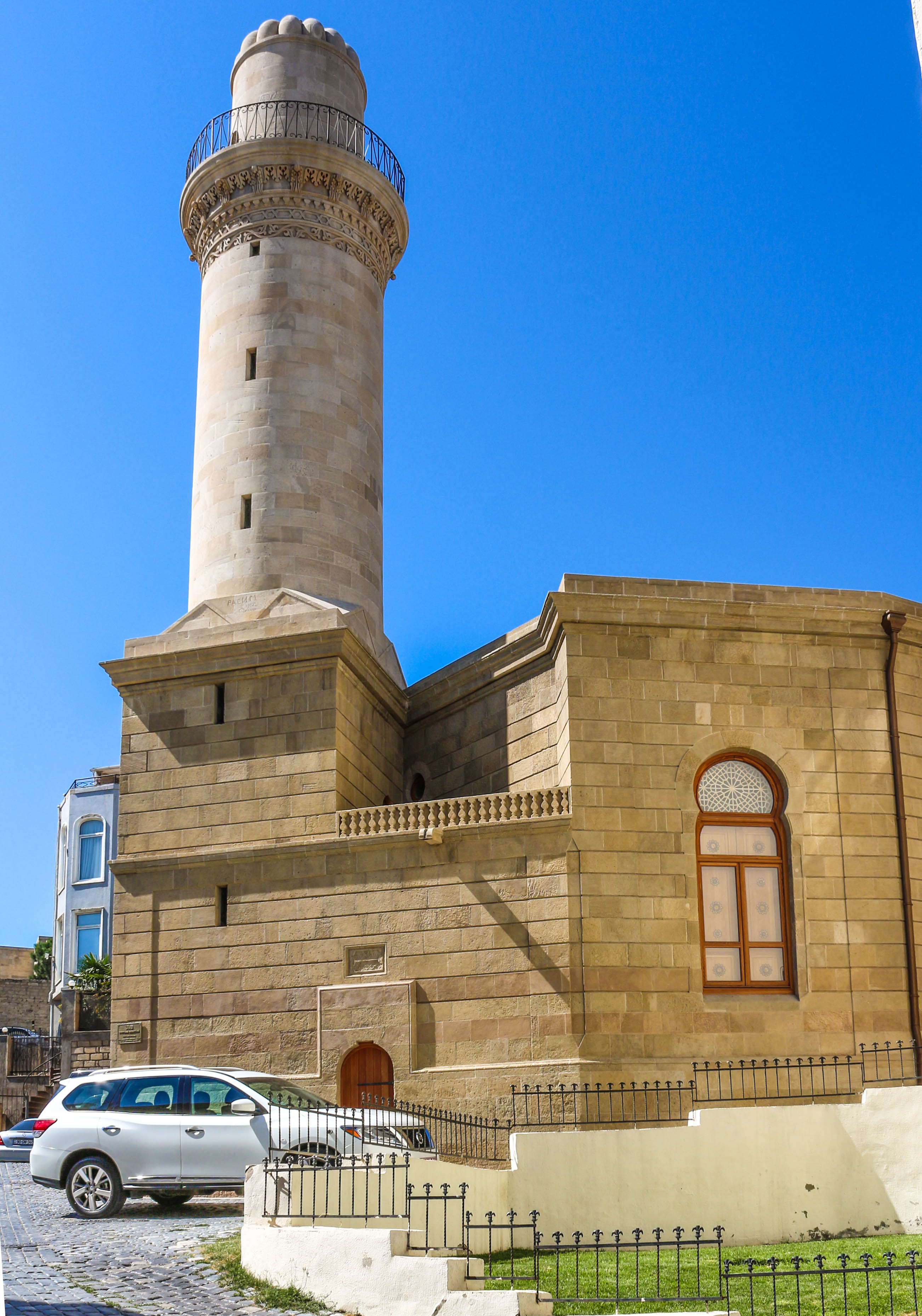
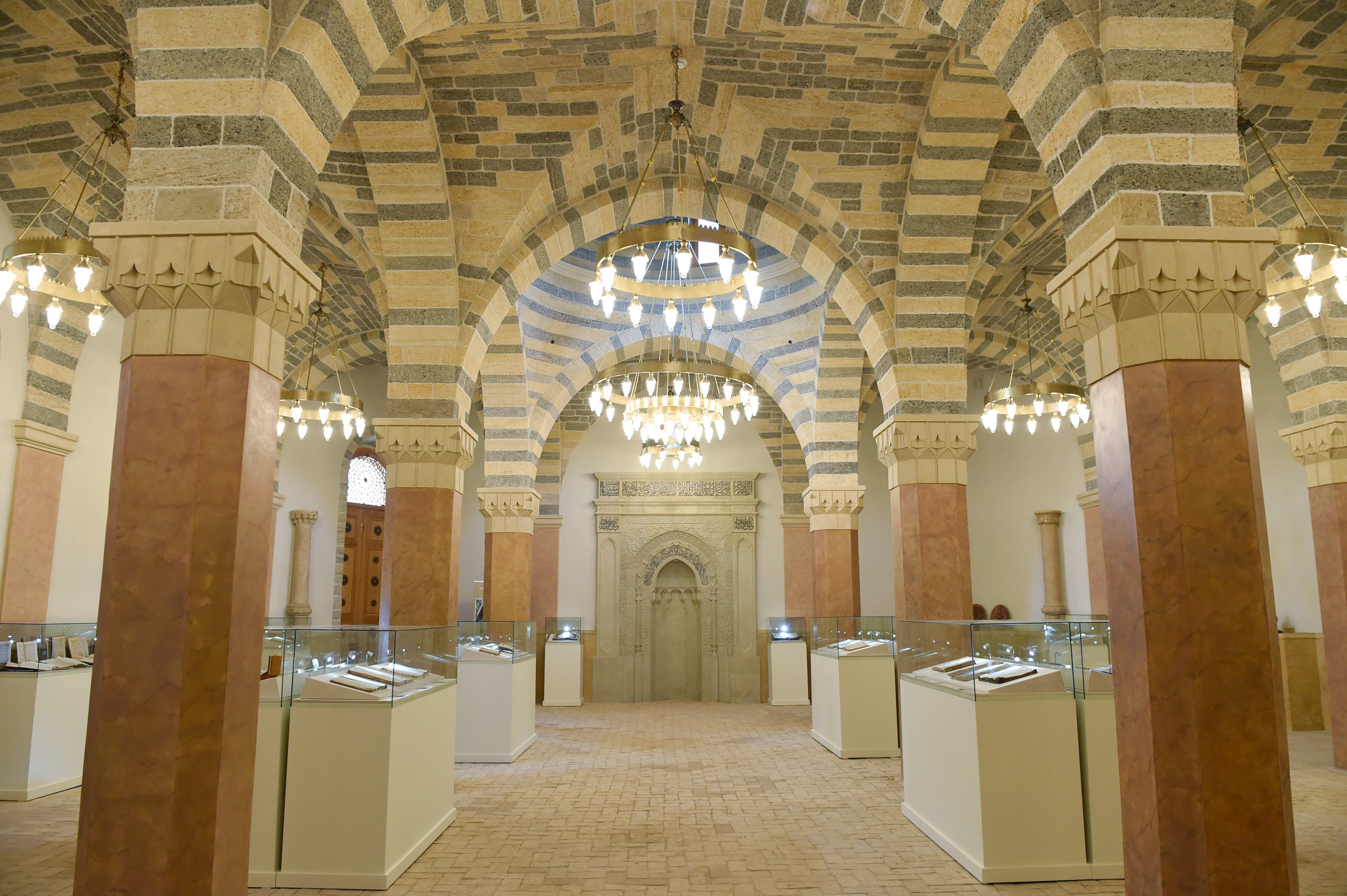
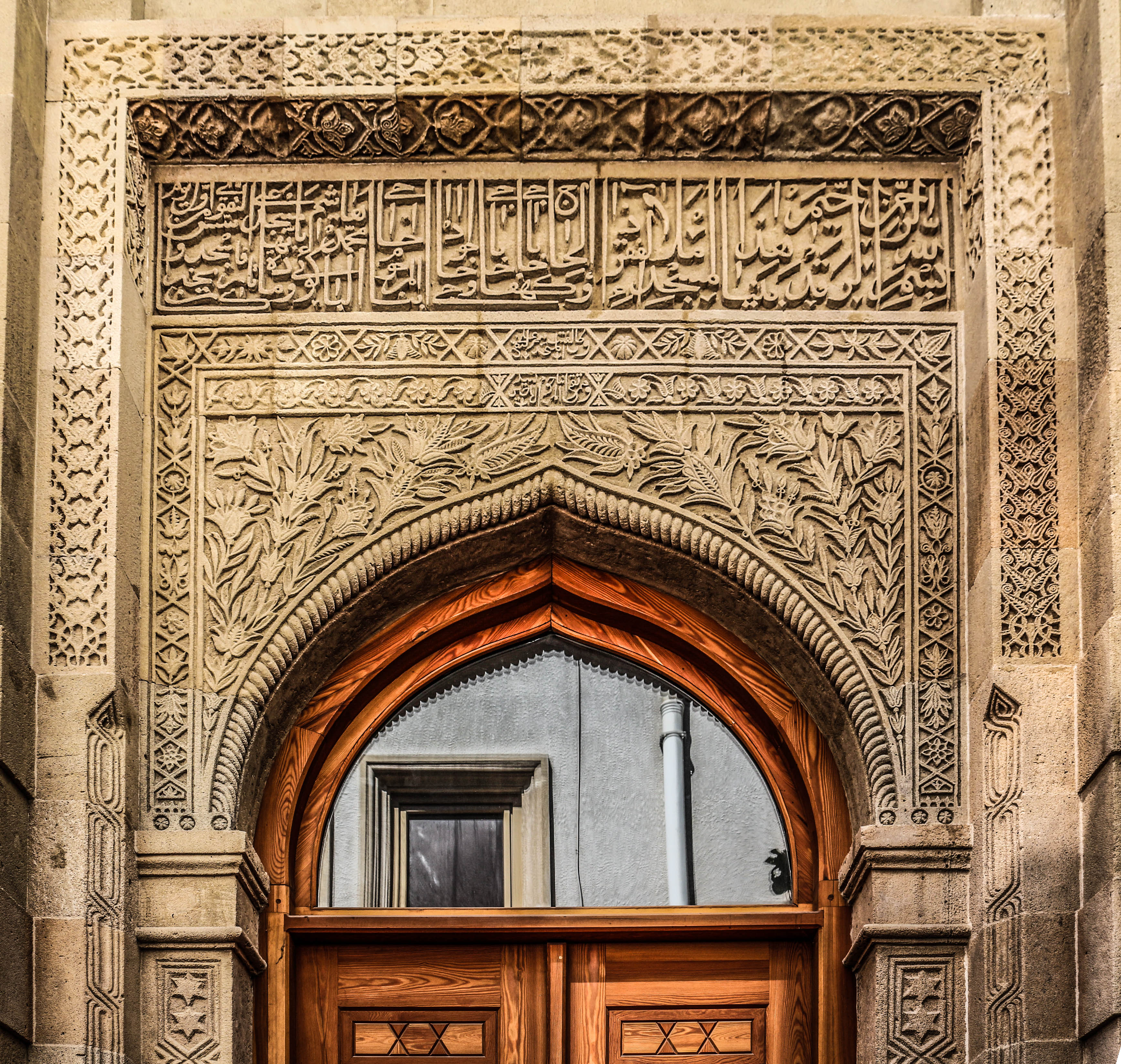
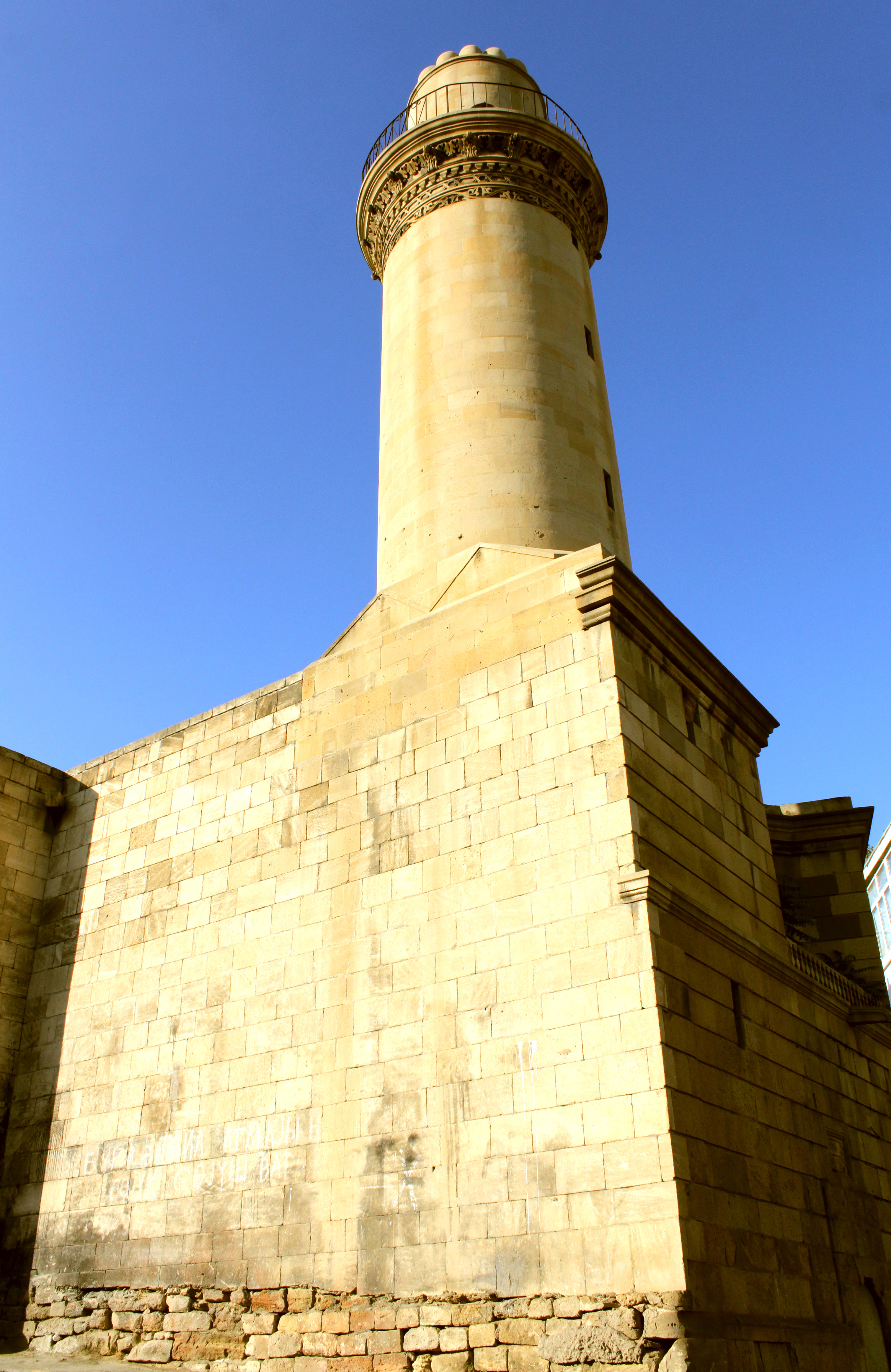
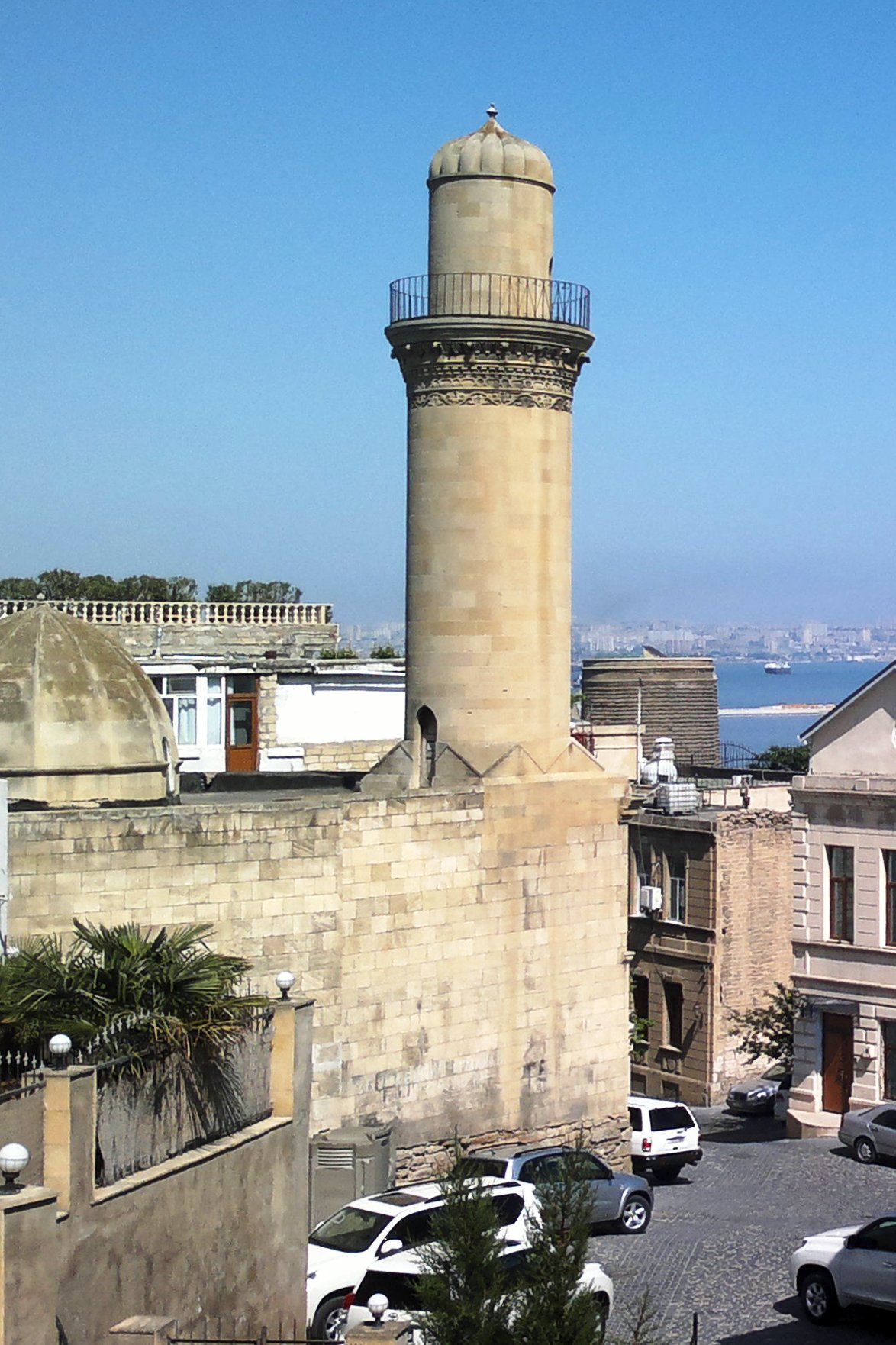